# Недостающее звено (антропогенез)

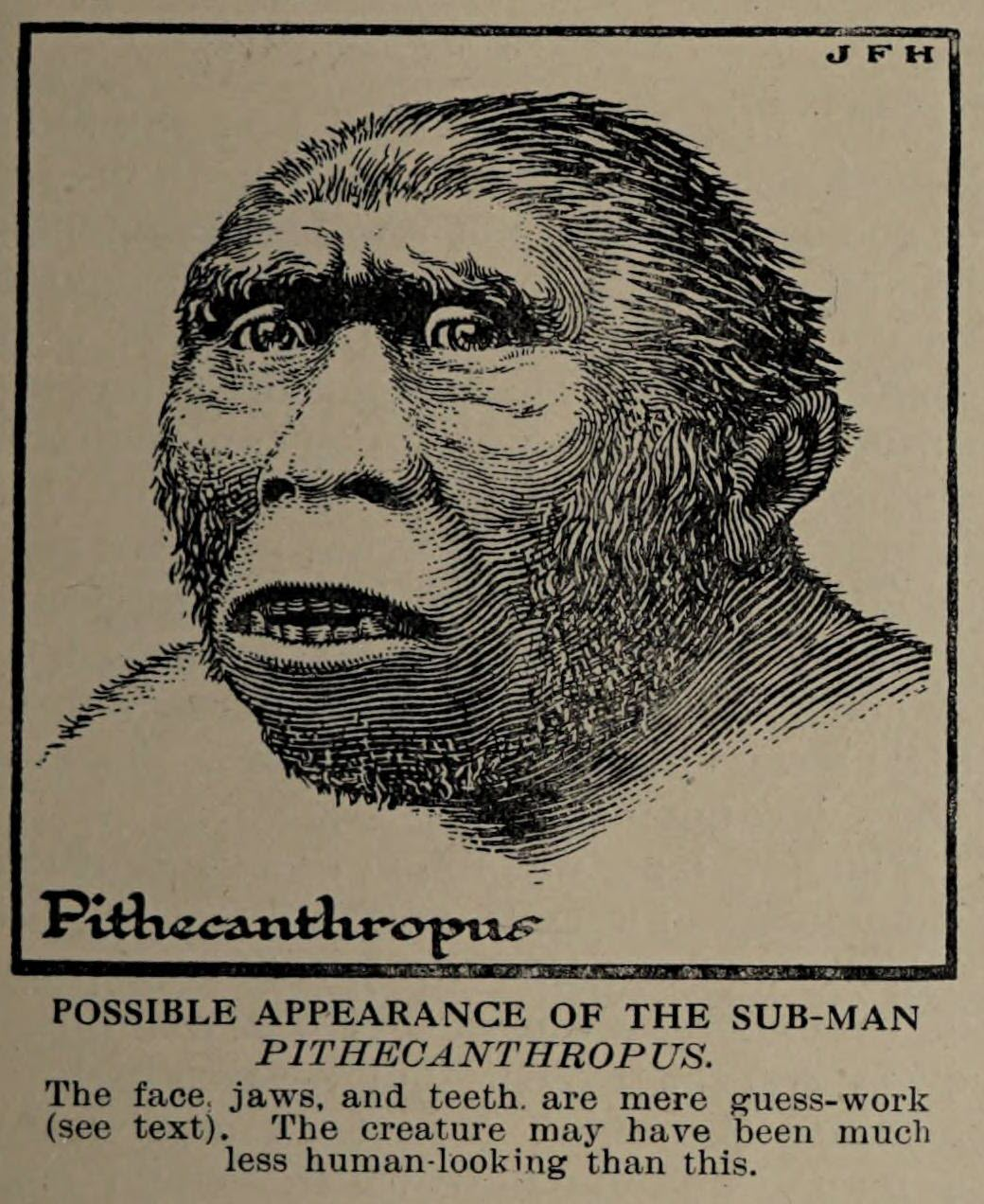
Питекантроп (буквально: «обезьяночеловек»), иллюстрация Дж. Ф. Хоррабина, 1923; одна из ранних реконструкций, изображающих этот вид человека более похожим на обезьяну, чем на современных реконструкциях

«Недостающее звено» — ненаучный термин, переходная форма, вымершее существо, занимающее промежуточное положение между современными людьми и их биологическими предками («между обезьяной и человеком»), но якобы ещё не найденное или несуществующее.
Термин используется с XIX века. Во второй половине XIX века вне научной среды получило распространение неверное понимание работы Чарлза Дарвина, согласно которому люди произошли по прямой линии от существующих ныне видов обезьян. Чтобы примирить эту теорию с концепцией иерархической великой цепи бытия, предполагалось существование ископаемого обезьяночеловека, который восполнил бы разрыв в цепи. Немецкий естествоиспытатель Эрнст Геккель выдвинул предположение, что между человеком и его предком (древней обезьяной) должно было существовать промежуточное звено — «питекантроп» («обезьяночеловек»), останки которого в то время ещё не были найдены.
В этом смысле термин «недостающее звено» используется до настоящего времени, в основном журналистами и авторами популярной литературы. Популярной, в частности в среде сторонников креационизма, является идея, что «недостающее звено между обезьяной и человеком не найдено».
Согласно современным научным представлениям, человек имеет родство с другими современными человекообразными обезьянами через общих предков (вымершие виды обезьян). К настоящему времени накоплен материал по всем основным стадиям эволюции человека. Учёным известно не одно переходное звено, а целая цепочка переходных форм.

## Термин
На понятие «недостающего звена» повлияли мыслители эпохи Просвещения XVIII века, такие как Александр Поуп и Жан-Жак Руссо, которые считали людей звеньями великой цепи бытия, иерархической структуры всей материи и жизни. Концепция великой цепи бытия была создана в Европе в Средние века под влиянием теории Аристотеля о высших и низших животных и находилась в русле религиозной мысли. Согласно этой концепции Бог стоит наверху цепи, за ним следует человек, затем животные. В XVIII веке раз и навсегда установленная природа видов и их неизменное место в великой цепи была поставлена под сомнение. Двойственная природа цепи, состоящей из звеньев, но вместе с тем единой, позволяла рассматривать творение как единое непрерывное целое с возможностью наложения звеньев. Радикальные мыслители, такие как Жан-Батист Ламарк, предполагали развитие форм жизни от простейших существ, стремящихся к сложности и совершенству. Эта гипотеза была принята зоологами, такими как Анри де Бленвиль. Сама идея упорядочивания организмов, пусть даже предположительно фиксированного, легла в основу идеи трансмутации видов, включая теорию эволюции Чарльза Дарвина.

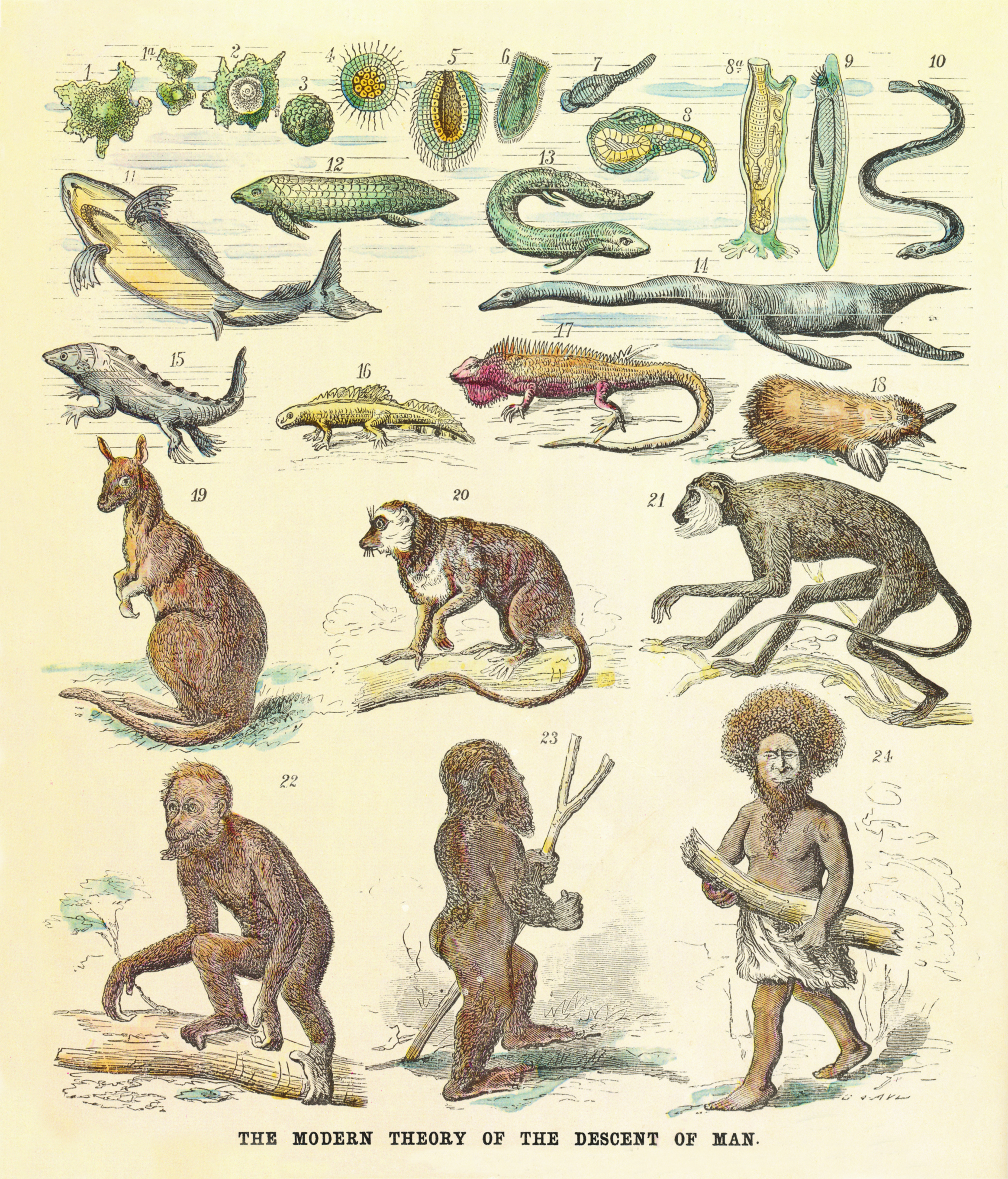
Цепь животных предков человека по Эрнсту Геккелю

Термин «недостающее звено» впервые появился в книге 1844 году «Остатки естественной истории сотворения мира» Роберта Чемберса, где он используется в эволюционном контексте, связанном с пробелами в летописи окаменелостей. В 1851 году Чарлз Лайель использовал этот термин в третьем издании «Элементов геологии» в качестве метафоры недостающих пробелов в непрерывности геохронологической шкалы. В качестве названия переходных типов между разными таксонами термин был впервые использовал в 1863 году в «Геологических свидетельствах древности человека» Лайелла. «Недостающее звено» позже стало обозначением переходных форм, в особенности тех, которые рассматриваются как связующие звенья между человеком и животным. В таком значении его использовали Чарлз Дарвин, Томас Гексли и Эрнст Геккель.

## Развитие представлений
Расистскую позицию занял Вольтер, «властитель дум» образованной и свободомыслящей Европы XVIII века, который рассматривал «чёрного» в роли промежуточного звена между «белым» и человекообразной обезьяной. Жан-Батист Ламарк считал, что жизнь постоянно зарождается в виде простейших существ, а затем стремится к сложности и совершенству через ряд низших форм (ортогенез). По его мнению, низшие животные были просто новичками на эволюционной арене. После работы Чарлза Дарвина «О происхождении видов» идея «низших животных», представляющих более ранние стадии эволюции, продолжала существовать, о чем свидетельствует рисунок Эрнста Геккеля о человеческой родословной. Ещё не открытые промежуточные формы назывались «недостающими звеньями».

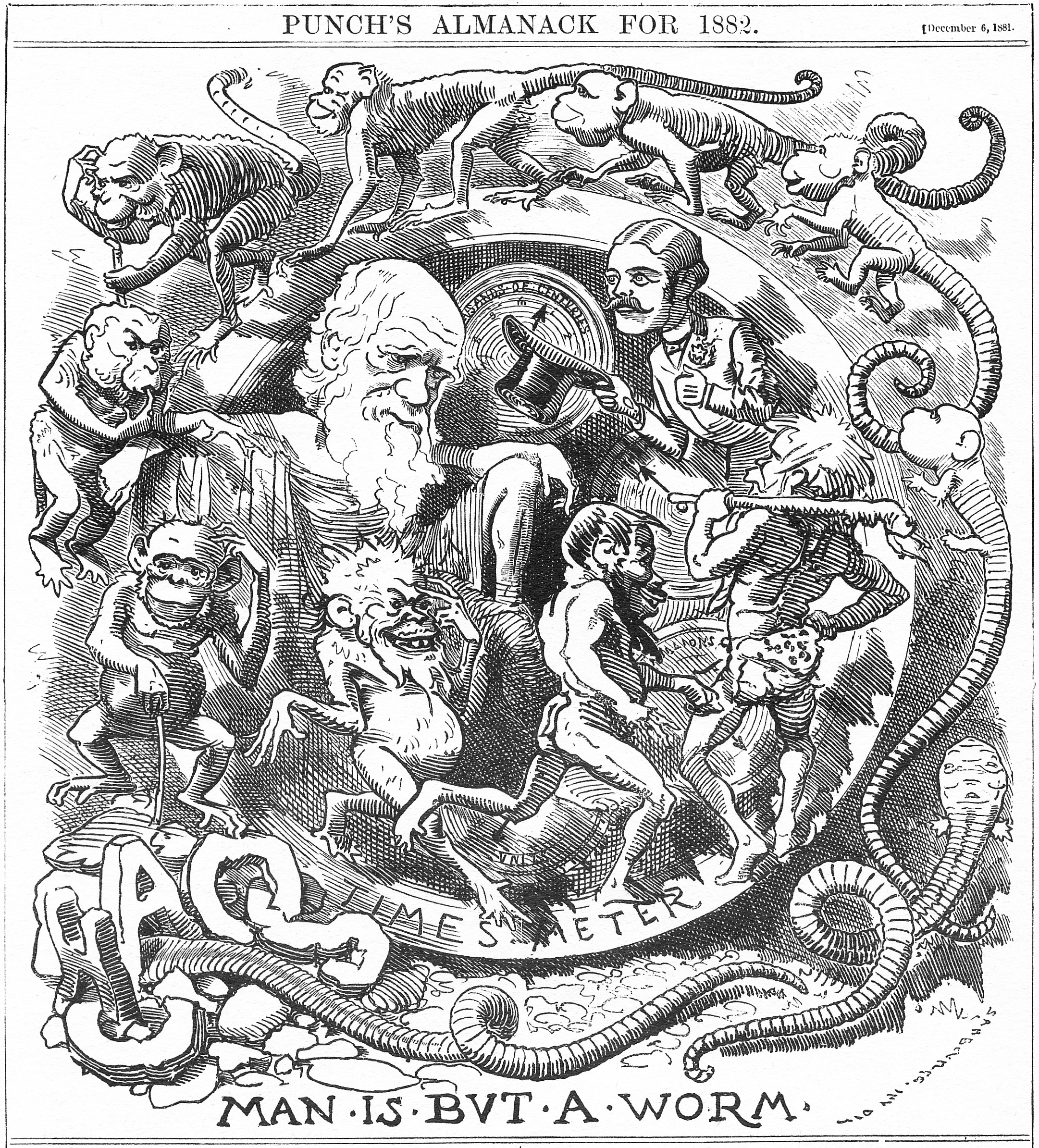
Карикатура на эволюционную теорию Дарвина в альманахе «Punch» за 1882 год, опубликованном в конце 1881 года, вскоре после публикации Чарлзом Дарвином своей последней книги «Формирование растительной плесени под действием червей»

Геккель утверждал, что эволюция человека происходила в 24 этапа и 23-й этап был «недостающим звеном», которое он назвал Pithecanthropus alalus («обезьяночеловек без речи»). Геккель считал, что человечество происходит из Азии. Он предположил, что «недостающее звено» должно быть обнаружено на затерянном континенте Лемурия, расположенном некогда в Индийском океане. Он считал, что Лемурия была родиной первых людей, а Азия — родиной многих самых ранних приматов. Геккель утверждал, что люди были тесно связаны с приматами Юго-Восточной Азии, и отверг гипотезу Дарвина о происхождении человека из Африки.

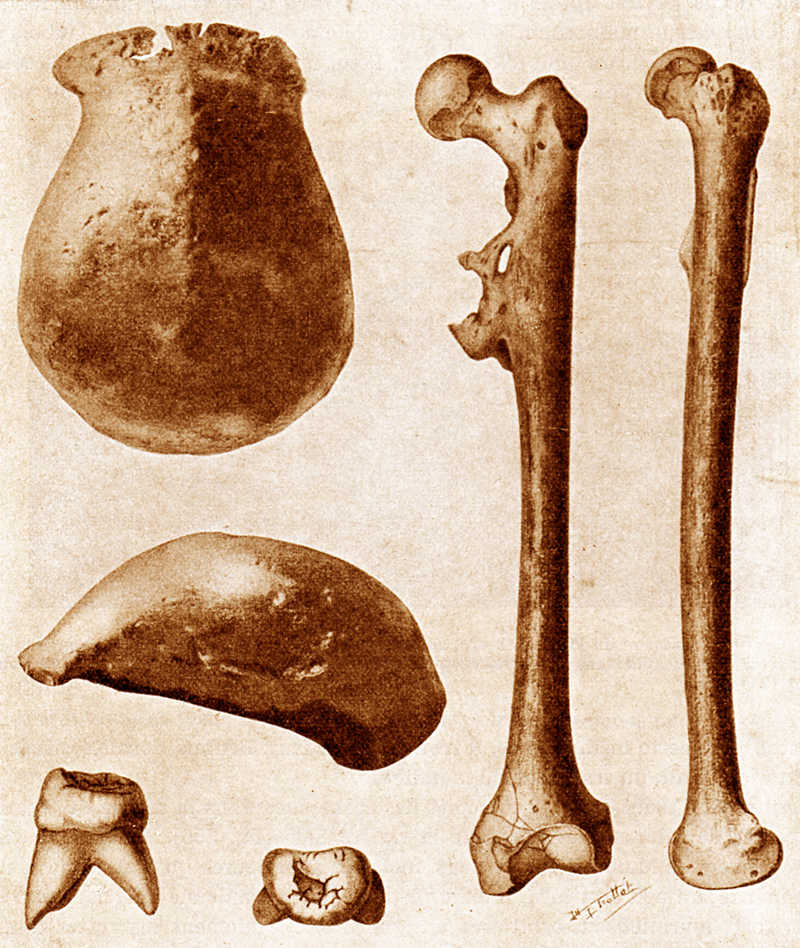
Яванский человек, первая находка, объявленная «недостающим звеном» между обезьяной и человеком

Поиск окаменелостей, связывающих человека и других обезьян, некоторое время не имел результатов. Между 1886 и 1895 годами на острове Ява голландский палеонтолог Эжен Дюбуа обнаружил останки, которые он позже описал как «промежуточный вид между людьми и обезьянами». Он назвал открытый им вид Pithecanthropus erectus (прямоходящий обезьяночеловек), который позднее был реклассифицирован как Homo erectus. В средствах массовой информации Яванский человек был объявлен «недостающим звеном». Например, заголовок «Philadelphia Inquirer» от 3 февраля 1895 года гласил: «Недостающее звено: голландский хирург на Яве находит нужный образец».
Переходным звеном может считаться вид Homo habilis, описанный в 1964 году, который имеет черты, промежуточные между австралопитеками и Homo erectus, и его отнесение к Homo, а не к австралопитекам, ставится под сомнение.

## Современные научные представления

Филогенетическое древо эволюции гоминидов

Прямым доказательством родства человека и современных обезьян стали останки ископаемых обезьян — как общих предков человека и других человекообразных обезьян, так и промежуточных форм между предковыми формами и современным человеком, а также данные генетики.
Утверждение, что «недостающее звено между (древней) обезьяной и человеком не найдено», стало заблуждением примерно в 1970-е годы, когда был накоплен материалы по всем основным стадиям эволюции человека. Проблема недостающих звеньев в антропогенезе окончательно потеряла актуальность в конце XX — начале XXI века с описанием группы ранних австралопитеков. В настоящее время учёным известно не одно переходное звено, а целая цепочка переходных форм («промежутки между промежуточными звеньями»). Регулярно открываются новые виды ископаемых гоминид.
Наиболее близкими к человеку современными биологическими видами являются два вида рода Шимпанзе (лат. Pan). По данным палеонтологии и генетики эволюционные пути человека и шимпанзе разошлись не более 7 млн лет назад. В 2007 году был описан накалипитек — предположительный общий предок человека, шимпанзе и горилл, возрастом 10 млн лет. Описаны также предполагаемые предок всех человекообразных — руквапитек (25 млн лет), общий предок человекообразных и мартышкообразных — саадания (29 млн лет) и общий предок всех обезьян — архицебус (55 млн лет).
В современной биологической систематике все современные люди относятся к виду человек разумный (лат. Homo sapiens), входящему в род человек (лат. Homo). Большинство исследователей считает, что род Homo происходит от афарского австралопитека. Переход от австралопитека к Homo был постепенным, поэтому определение морфологических признаков, которые отделяют род Homo от австралопитековых, вызывает споры. К ним относят объём мозга (так называемый мозговой Рубикон — 600—800 см³) и строение кисти руки, но многие учёные считают эти критерии ошибочными. Древнейшими представителями рода Homo в антропологии считаются африканские виды Человек рудольфский (Homo rudolfensis) и Человек умелый (Homo habilis) (ряд учёных объединяет их в один политипический вид Homo habilis «в широком смысле»). Один из этих ранних видов Homo эволюционировал в Homo ergaster. Представители последнего мигрировали в Азию и дали начало виду Homo erectus. В Африке от Homo ergaster произошёл вид гейдельбергский человек (Homo heidelbergensis). Гейдельбергский человек в Африке 250—100 тысяч лет назад эволюционировал в Homo sapiens, в Европе около 70 тысяч лет назад — в «классическую» форму неандертальцев (Homo neanderthalensis).

## В массовой культуре
- В романе «Затерянный мир» (1912) Артура Конан Дойля главные герои находят на плато, где сохранилась доисторическая фауна, популяцию «человекообезьян», которую характеризуют как «недостающее звено». «Человекообезьяны» присутствуют и в вольной сериальной экранизации романа в качестве антагонистов.
- Дикий Вилли, недостающее звено в мультфильме «Динозавр и недостающее звено: доисторическая трагедия[англ.]» (1915)
- «Недостающее звено[англ.]», немая кинокомедия (1927)
- «Недостающее звено[англ.]», анимационная комедия для взрослых (1980)
- «Недостающее звено[англ.]», художественный фильм (1988)
- Недостающее звено в игре «Монстры против пришельцев» (2009)
- Эпизод «Заводное происхождение» мультсериала «Футурама» (2010)
- «Недостающее звено», полнометражный кукольный анимационный фильм (2019)